# Lígia
A Lígia ismeretlen eredetű női név. Henryk Sienkiewicz Quo vadis című regényének főszereplője viseli a Lygia nevet. Talán egy germán törzs nevéből ered, ami az ókori Germánia keleti részén élt.

## Gyakorisága
Az 1990-es években szórványos név, a 2000-es években nem szerepel a 100 leggyakoribb női név között.

## Névnapok
ajánlott névnap: 
- március 27.[2]
- augusztus 3.[2]